# 小行星25580
小行星25580（25580 Xuelai）是一颗主带微型行星。它由林肯近地小行星研究小组于1999年12月14日在美国新墨西哥索科洛所发现。
該小行星以分别在2009年和2010年的英特爾國際科技展覽會 (ISEF)上和其团队赢取了第一名和第二名，原就读于成都国际学校的薛来命名。薛来于2011年还参加了欧盟青年科学家竞赛，并会继续参与英特爾國際科技展覽會（ISEF），并角逐ISEF计算机科技分类的第一名。